# Pont-Neuf (Limoux)
Der Pont-Neuf ist eine mittelalterliche Brücke in Limoux (Département Aude) in der  Region Okzitanien und führt über den Fluss Aude. Die Brücke ist seit 1948 als Monument historique klassifiziert.

## Geschichte
Auf Veranlassung von König Philipp V. wurden zum Bau einer neuen Brücke über die Aude direkt hinter dem Chor der Stadtpfarrkirche St-Martin 200 Pfund gesammelt. Die Fertigstellung des Bauwerks erfolgte nach Philipps Tod 1329. Im Jahr 1737 wurde die Gesamtkonstruktion einer grundlegenden Renovierung und Überarbeitung unterzogen. Die Brücke war zuvor vermutlich mit befestigten Toren versehen und auf dem dritten Pfeiler befand sich eine Kapelle.